# Théophile Bergès
Pour les articles homonymes, voir Bergès.
Théophile Bergès, né le 1er août 1851 à Mareuil (Dordogne) et mort le 15 mars 1906 à Rennes, est un communard, journaliste puis administrateur colonial français.

## Biographie
Né le 1er août 1851 à Mareuil, Alexandre-Henry-Théophile Bergès est le fils de Marie-Claire Bergès, née Neuthier, et de Dominique-Gervais Bergès, directeur des postes.

### Communard et déporté
Garde mobile pendant la Guerre franco-allemande de 1870, Théophile Bergès prend part à la défense de Paris lors du siège. Il rejoint ensuite les rangs des communards. Il n'a pas encore vingt ans quand Raoul Rigault le nomme sous-chef à la préfecture de police, le 14 avril 1871. Après la Semaine sanglante, il tente de fuir la répression en se dissimulant sous le nom d'emprunt de « Legrand », mais il est arrêté en gare de Culoz.
Le 9 janvier 1872, à Saint-Germain-en-Laye, un conseil de guerre le reconnaît coupable d'« attentat dans le but de changer le gouvernement » et de « s'être immiscé sans titre dans les fonctions publiques de sous-chef à la préfecture de police », et le condamne par conséquent à la déportation dans une enceinte fortifiée. Cette peine est commuée en déportation simple le 23 mai.
Embarqué à bord du vapeur La Garonne en juillet 1872, il arrive au début du mois de novembre en Nouvelle-Calédonie, où il est débarqué, d'abord sur l'île Ducos puis sur l'île des Pins. Le 27 juin 1875, un conseil de guerre le condamne à cinq ans de prison et cinq ans de surveillance pour complicité d’évasion.

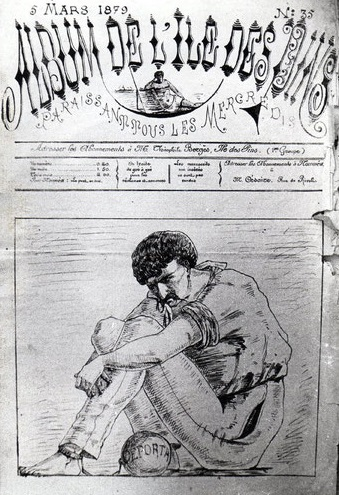
Album de l'Ile des Pins du 5 mars 1879 (illustration de Paul Geofroy).

En 1877, Bergès est, aux côtés d'Eugène Mourot et de Victor Cosse, l'un des principaux rédacteurs d'un hebdomadaire créé par et pour les déportés, Les Veillées calédoniennes. En 1878, d'abord avec Léonce Rousset puis seul, il dirige la publication d'un autre hebdomadaire intitulé Album de l'Ile des Pins.
Ayant obtenu une remise de peine le 15 janvier 1879, il regagne la métropole à bord de La Picardie. Il débarque ainsi à Port-Vendres à la fin de l'été 1879.

### Journaliste
Gagnant désormais sa vie comme journaliste, Bergès travaille d'abord pour La République de Château-Thierry, un journal fondé en 1879. À la suite de la publication d'un article jugé offensant par le fils de William Waddington, Bergès affronte celui-ci en duel à Menin le 24 janvier 1880.
La même année, probablement grâce à un influent protecteur tel que le député radical Charles Floquet, Bergès est nommé rédacteur en chef du Réveil du Dauphiné, journal républicain de Grenoble. Il démissionne cependant de ce poste dès la fin du mois de décembre 1881, après avoir constaté la mainmise de la municipalité de Grenoble sur la rédaction du Réveil.
Vers la fin de l'année 1882, il se rend à Lille pour y remplacer Jean-Nicolas Gung'l à la tête de la rédaction du Progrès du Nord. Il reste à ce poste pendant plus de trois ans.

### Fonctionnaire et administrateur colonial

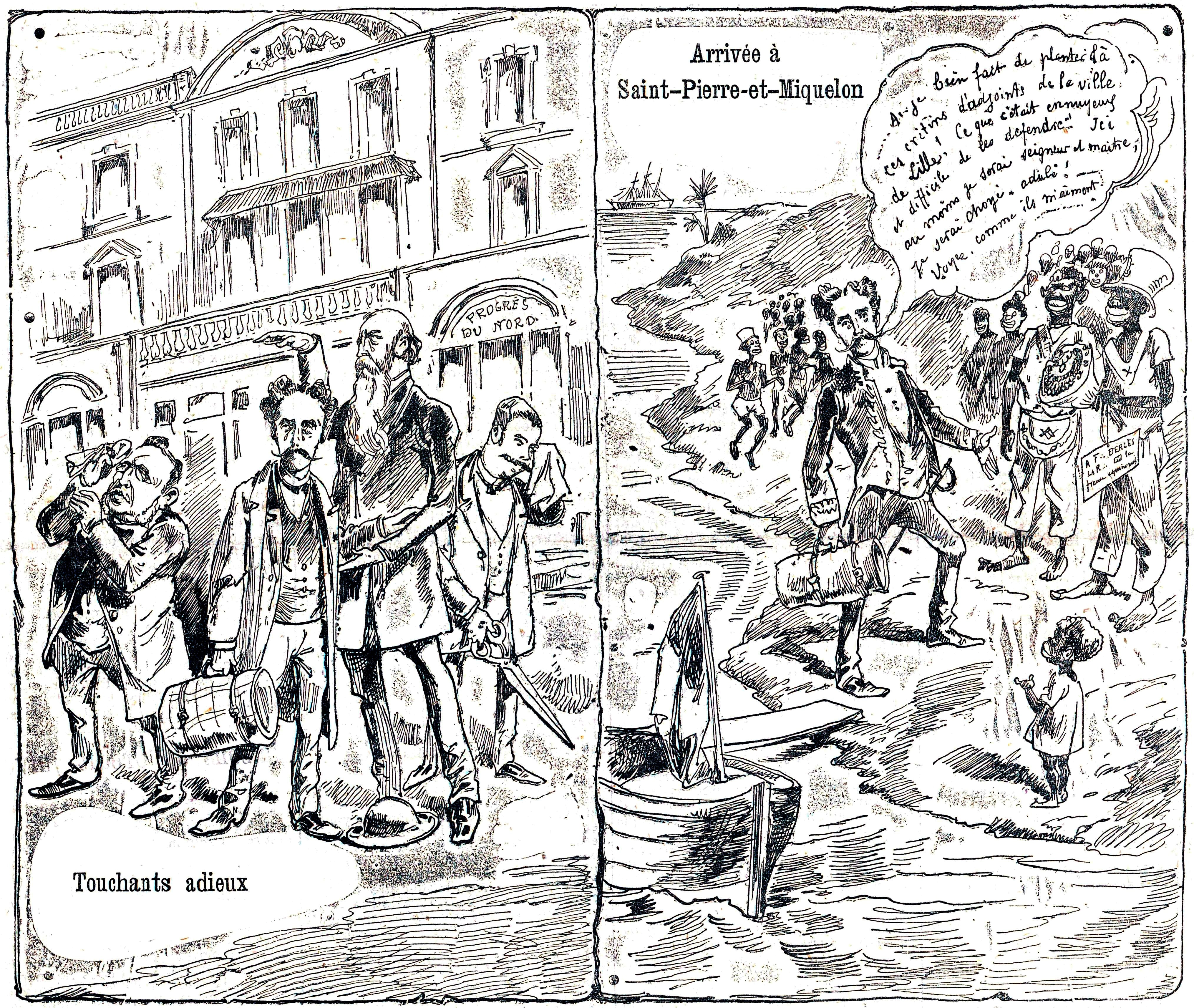
« Le départ de M. Th. Bergès », par Lemot (Le Lillois, 8 février 1891). Sur la première vignette, Bergès fait ses adieux, de droite à gauche, à Paul Assoignion, du Progrès du Nord, à Géry Legrand, maire de Lille, et à Adolphe Rigaut, premier adjoint.

S'étant lassé du journalisme, Théophile Bergès décide de se reconvertir dans la fonction publique. Grâce à ses relations, il obtient la place de secrétaire général de la direction de l'intérieur à la Guadeloupe par décret en date du 31 mai 1886. Cette nomination soulève l'indignation de la presse de droite, qui rappelle à ses lecteurs le passé de communard de Bergès,. Par la suite, il est muté à la Martinique.
Par décret en date du 31 janvier 1891, Bergès, secrétaire général hors cadre, est nommé directeur de l'intérieur à Saint-Pierre-et-Miquelon. Le 26 janvier 1892, il est nommé officier d'Académie.
Quatre ans plus tard, son poste ayant été supprimé, il obtient celui de secrétaire général de l'intérieur au Sénégal, en Afrique-Occidentale française (AOF), dont le gouverneur général, Jean-Baptiste Chaudié, est l'un de ses amis. En 1897, il est promu directeur de ce service. Par décret du 27 mai 1898, il est maintenu à ce poste et nommé secrétaire général des colonies de première classe. En août 1899, il se voit confier l'intérim du gouvernement général de l'AOF.
En 1901, il est d'abord muté au Congo puis placé hors cadre et mis à la disposition du gouverneur de l'Indochine, Paul Doumer. Après son arrivée en Asie, il est chargé de diriger les bureaux du secrétariat général du gouvernement de la Cochinchine.
Tombé malade en Indochine, il obtient un congé en 1905 et retourne en métropole pour y être soigné. Il meurt à Rennes le 15 mars 1906.